# ستيوارت ليتل 3: نداء البرية
ستيوارت ليتل 3: نداء البرية (بالإنجليزية: Stuart Little 3: Call of the Wild) هو فيلم رسوم متحركة كوميدي ومغامرات من إنتاج عام 2006، من إخراج أودو بادن، وتوزيع سوني بيكتشرز هوم إنترتينمنت. صدر على أقراص دي في دي وشريط فيديو في 21 فبراير 2006. وهو الجزء الثالث والأخير من سلسلة ستيوارت ليتل.

## وصلات خارجية
- ستيوارت ليتل 3: نداء البرية على موقع IMDb (الإنجليزية)
- ستيوارت ليتل 3: نداء البرية على موقع روتن توميتوز (الإنجليزية)
- ستيوارت ليتل 3: نداء البرية على موقع نتفليكس (الإنجليزية)
- ستيوارت ليتل 3: نداء البرية على موقع قاعدة بيانات الأفلام العربية
- ستيوارت ليتل 3: نداء البرية على موقع ألو سيني (الفرنسية)
- ستيوارت ليتل 3: نداء البرية على موقع Turner Classic Movies (الإنجليزية)
- ستيوارت ليتل 3: نداء البرية على موقع أول موفي (الإنجليزية)
- ستيوارت ليتل 3: نداء البرية على موقع فيلمافينيتي (الإسبانية)
- ستيوارت ليتل 3: نداء البرية على موقع قاعدة بيانات الأفلام السويدية (السويدية)
- ستيوارت ليتل 3: نداء البرية على موقع قاعدة بيانات الفيلم (الإنجليزية)